# Ле Тхі Чанг
Ле Тхі Чанг (в'єт. Lê Thị Trang) — в'єтнамська борчиня вільного стилю, срібна та бронзова призерка чемпіонатів Азії.

## Життєпис
У 2002 році здобула срібну медаль чемпіонату Азії серед юніорів. У 2007 — стала чемпіонкою Азії серед юніорів.

## Спортивні результати на міжнародних змаганнях

### Виступи на Чемпіонатах світу
| Змагання                        | Збірна  | Вагова категорія          | Місце |
| ------------------------------- | ------- | ------------------------- | ----- |
| Чемпіонат світу з боротьби 2006 | В'єтнам | жіноча боротьба, до 48 кг | 26    |
| Чемпіонат світу з боротьби 2007 | В'єтнам | жіноча боротьба, до 48 кг | 15    |

### Виступи на Чемпіонатах Азії
| Змагання                       | Збірна  | Вагова категорія          | Місце  |
| ------------------------------ | ------- | ------------------------- | ------ |
| Чемпіонат Азії з боротьби 2004 | В'єтнам | жіноча боротьба, до 48 кг | Срібло |
| Чемпіонат Азії з боротьби 2006 | В'єтнам | жіноча боротьба, до 51 кг | Бронза |

### Виступи на Азійських іграх
| Змагання           | Збірна  | Вагова категорія          | Місце |
| ------------------ | ------- | ------------------------- | ----- |
| Азійські ігри 2006 | В'єтнам | жіноча боротьба, до 48 кг | 8     |

### Виступи на змаганнях молодших вікових груп
| Змагання                                     | Збірна  | Вагова категорія          | Місце  |
| -------------------------------------------- | ------- | ------------------------- | ------ |
| Чемпіонат Азії з боротьби серед юніорів 2004 | В'єтнам | жіноча боротьба, до 48 кг | Срібло |
| Чемпіонат Азії з боротьби серед юніорів 2007 | В'єтнам | жіноча боротьба, до 51 кг | Золото |